# آزویای
آزویای (به فرانسوی: Azerailles) یک کمون در فرانسه است که در Meurthe واقع شده‌است. آزویای ۱۴ کیلومتر مربع مساحت دارد ۲۶۷ متر بالاتر از سطح دریا واقع شده‌است.